# Евролига у кошарци
Евролига (енгл. EuroLeague) најјаче је и најважније клупско професионално кошаркашко такмичење у Европи. У њему учествује велики број клубова из већине земаља Европе. Такмичењем управља УЛЕБ, удружење европских професионалних лига. Клубови из Израела, чија је цела територија у Азији, такође учествују у овом такмичењу.

## Историја
У досадашњој историји Евролига је пуно променила како концепт тако и систем такмичења. У почетку су најбољи тимови из већине земаља учествовале у њој. Тада је првацима држава било гарантовано место. Међутим са великим упливом финансија у спорт, тако је кошарка постала игра у којој је новац заузимао веома битно место. Из тих разлога квалитет се концентрисао углавном у финансијски јаким земљама или веома талентованим. Зато су поједине земље добиле више од једног представника, а у новије време поједини представници на основу својих добрих сезона у континуитету су потписали уговоре са Евролигом.
Један од шесторице оснивача био је Бора Станковић.

### Називи такмичења
- ФИБА ера (1958—2001):
  - ФИБА Куп европских шампиона (1958—1991)
  - ФИБА Евролига (1991—2000)
  - ФИБА Супролига (2000—2001)
- УЛЕБ и ЕКА ера (2000—данас):
  - Евролига (2000—данас)

## Формат такмичења
Лига броји 18 клубова. Први део такмичења игра се по двокружном бод систему у 34 кола. Осам најбољих тимова из првог дела такмичења пролазе у четвртфинале и упарују се по систему 1—8, 2—7, 3—6, 4—5. Четвртфинале се игра у серијама на 3 добијене утакмице по формату 2—2—1, а предност домаћег терена има екипа која је остварила бољу позицију у првом делу такмичења. Победници четвртфиналних серија пласирају се на фајнал фор. Победник фајнал фора добија титулу првака Европе. Сваке године се финални турнир одржава у другом граду.

## Клубови у сезони 2024/25.
| Клуб            | Место     | Дворана                     | Капацитет | Напомене                                                            |
| --------------- | --------- | --------------------------- | --------- | ------------------------------------------------------------------- |
| Алба            | Берлин    | Убер арена                  | 14.500    | двогодишња спец. позивница                                          |
| Анадолу Ефес    | Истанбул  | Центар за развијање кошарке | 10.000    | дугорочни уговор                                                    |
| Асвел           | Вилербан  | ЛДЛЦ Асвел арена            | 12.523    | дугорочни уговор                                                    |
| Бајерн          | Минхен    | САП Гарден                  | 11.500    | дугорочни уговор                                                    |
| Барселона       | Барселона | Дворана Блауграна           | 7.585     | дугорочни уговор                                                    |
| Басконија       | Виторија  | Буеса арена                 | 15.431    | дугорочни уговор                                                    |
| Париз           | Париз     | Адидас арена                | 8.000     | победник Еврокупа 2023/24.                                          |
| Виртус Болоња   | Болоња    | Виртус Сегафредо арена      | 8.900     | једногодишња спец. позивница                                        |
| Олимпија Милано | Милано    | Медиоланум Форум            | 12.700    | дугорочни уговор                                                    |
| Жалгирис        | Каунас    | Жалгирис арена              | 15.415    | дугорочни уговор                                                    |
| Макаби          | Тел Авив  | Менора Мивташим арена       | 11.192    | дугорочни уговор                                                    |
| Монако          | Монако    | Хала Гастон Медесин         | 5.000     | победник Еврокупа 2020/21. и учесник четвртфинала Евролиге 2022/23. |
| Олимпијакос     | Пиреј     | Дворана мира и пријатељства | 12.700    | дугорочни уговор                                                    |
| Панатинаикос    | Атина     | Оака Атлион                 | 18.310    | дугорочни уговор                                                    |
| Партизан        | Београд   | Београдска арена            | 18.500    | једногодишња спец. позивница                                        |
| Реал Мадрид     | Мадрид    | Визник Центар               | 13.109    | дугорочни уговор                                                    |
| Фенербахче      | Истанбул  | Спортска арена Улкер        | 13.000    | дугорочни уговор                                                    |
| Црвена звезда   | Београд   | Београдска арена            | 18.500    | једногодишња спец. позивница                                        |

## А лиценца
Почев од сезоне 2009/10. одређеном броју клубова додељује се тзв. А лиценца која им обезбеђује вишегодишње наступе у Евролиги независно од услова потребних за Б лиценцу. Међутим, ови тимови морају да испуне неке друге критеријуме како би могли да добију А лиценцу. Поред резултата остварених у националним и УЛЕБ-овим такмичењима, вреднују се и комерцијални и инфраструктурни критеријуми попут прихода од ТВ права, посете на утакмицама и капацитета дворана. Пред сезону 2015/16. на снагу је ступило правило по коме А лиценцу могу имати максимално три клуба из једне земље.

### Клубови који тренутно имају А лиценцу
- ЦСКА Москва (2009—)
- Реал Мадрид (2009—)
- Барселона (2009—)
- Олимпијакос (2009—)
- Макаби Тел Авив (2009—)
- Панатинаикос (2009—)
- Фенербахче Улкер (2009—)
- Анадолу Ефес (2009—)
- Саски Басконија (2009—)
- Жалгирис (2009—)
- Олимпија Милано (2012—)

### Клубови који су изгубили А лиценцу
- Виртус Рома (2009—2011)
- Монтепаски Сијена (2009—2014)
- Малага (2009—2015)
- Проком Гдиња (2011—2013)

### Хале
Клуб који спортским резултатима заслужи играње у Евролиги мора да испуни и минималне захтеве по питању хале у којој игра. Минимални број седишта у хали је 5000, за све евролигашке клубове. Додатно, клубови који желе да имају А лиценцу морају да играју у хали од минимум 10.000 места.

## Сва финала Евролиге
| Сезона   | Победник              | Друго место        | Резултат                  | Најбољи стрелац финала | Тренер победника    |
| -------- | --------------------- | ------------------ | ------------------------- | ---------------------- | ------------------- |
| 1958.    | АСК Рига (1)          | Академик Софија    | 86 : 81, 84 : 71          | Јанис Круминш          | Александар Гомељски |
| 1958/59. | АСК Рига (2)          | Академик Софија    | 79 : 58, 69 : 67          | Јанис Круминш          | Александар Гомељски |
| 1959/60. | АСК Рига (3)          | Динамо Тбилиси     | 61 : 51, 69 : 62          | Јанис Круминш          | Александар Гомељски |
| 1960/61. | ЦСКА Москва (1)       | АСК Рига           | 61 : 66, 87 : 62          | Виктор Зубков          | Јевгениј Алексејев  |
| 1961/62. | Динамо Тбилиси (1)    | Реал Мадрид        | 90 : 83                   | Вејн Хајтауер          | Отар Коркија        |
| 1962/63. | ЦСКА Москва (2)       | Реал Мадрид        | 69 : 86, 91 : 74, 99 : 80 | Емилиано Родригез      | Јевгениј Алексејев  |
| 1963/64. | Реал Мадрид (1)       | Спартак Брно       | 99 : 110, 84 : 64         | Емилиано Родригез      | Хоакин Ернандез     |
| 1964/65. | Реал Мадрид (2)       | ЦСКА Москва        | 81 : 88, 76 : 62          | Клифорд Лејк           | Педро Ферандис      |
| 1965/66. | Симентал Милано (1)   | Славија Праг       | 77 : 72                   | Јиржи Зидек Ст.        | Ћезаре Рубини       |
| 1966/67. | Реал Мадрид (3)       | Симентал Милано    | 91 : 83                   | Стив Чабин             | Педро Ферандис      |
| 1967/68. | Реал Мадрид (4)       | Спартак Брно       | 98 : 95                   | Мајлс Ејкен            | Педро Ферандис      |
| 1968/69. | ЦСКА Москва (3)       | Реал Мадрид        | 103 : 99 (2 пр.)          | Владимир Андрејев      | Арменак Алачачијан  |
| 1969/70. | Игнис Варезе (1)      | ЦСКА Москва        | 79 : 74                   | Сергеј Белов           | Александар Николић  |
| 1970/71. | ЦСКА Москва (4)       | Игнис Варезе       | 67 : 53                   | Сергеј Белов           | Александар Гомељски |
| 1971/72. | Игнис Варезе (2)      | Југопластика Сплит | 70 : 69                   | Петар Сканси           | Александар Николић  |
| 1972/73. | Игнис Варезе (3)      | ЦСКА Москва        | 79 : 74                   | Сергеј Белов           | Александар Николић  |
| 1973/74. | Реал Мадрид (5)       | Игнис Варезе       | 98 : 95                   | Дино Менегин           | Педро Ферандис      |
| 1974/75. | Игнис Варезе (4)      | Реал Мадрид        | 79 : 66                   | Боб Морз               | Алесандро Гамба     |
| 1975/76. | Мобилђирђи Варезе (5) | Реал Мадрид        | 81 : 74                   | Боб Морз               | Алесандро Гамба     |
| 1976/77. | Макаби Тел Авив (1)   | Мобилђирђи Варезе  | 78 : 77                   | Џим Боутрајт           | Ралф Клајн          |
| 1977/78. | Реал Мадрид (6)       | Мобилђирђи Варезе  | 96 : 93                   | Волтер Шчербијак Ст.   | Лоло Саинз          |
| 1978/79. | Босна (1)             | Емерсон Варезе     | 96 : 93                   | Жарко Варајић          | Богдан Тањевић      |
| 1979/80. | Реал Мадрид (7)       | Макаби Тел Авив    | 89 : 85                   | Ерл Вилијамс           | Лоло Саинз          |
| 1980/81. | Макаби Тел Авив (2)   | Синудин Болоња     | 80 : 79                   | Марко Бонамико         | Руди Ди Амико       |
| 1981/82. | Сквиб Канту (1)       | Макаби Тел Авив    | 86 : 80                   | Брус Флауерс           | Валерио Бјанкини    |
| 1982/83. | Форд Канту (2)        | Били Милано        | 69 : 68                   | Антонело Рива          | Ђанкарло Примо      |
| 1983/84. | Банко ди Рома (1)     | Барселона          | 79 : 73                   | Х.А. Сан Епифанио      | Валерио Бјанкини    |
| 1984/85. | Цибона (1)            | Реал Мадрид        | 87 : 78                   | Дражен Петровић        | Мирко Новосел       |
| 1985/86. | Цибона (2)            | Жалгирис           | 94 : 82                   | Арвидас Сабонис        | Жељко Павличевић    |
| 1986/87. | Трејсер Милано (2)    | Макаби Тел Авив    | 71 : 69                   | Ли Џонсон              | Ден Питерсон        |

| 1987/88.     | Гент | Олимпија Милано (3) | 90 : 84 | Макаби Тел Авив | Партизан | 105 : 93 | Арис | | |
| 1988/89.     | Минхен | Југопластика Сплит (1) | 75 : 69 | Макаби Тел Авив | Арис | 88 : 71 | Барселона | | |
| 1989/90.     | Сарагоса | Југопластика Сплит (2) | 72 : 67 | Барселона | Лимож | 103 : 91 | Арис | | |
| 1990/91.     | Париз | Југопластика Сплит (3) | 70 : 65 | Барселона | Макаби Тел Авив | 83 : 81 | Викторија Либертас Пезаро | | |
| 1991/92.     | Истанбул | Партизан (1) | 71 : 70 | Хувентуд | Олимпија Милано | 99 : 81 | Естудијантес | | |
| 1992/93.     | Пиреј | Лимож (1) | 59 : 55 | Тревизо | ПАОК | 76 : 70 | Реал Мадрид | | |
| 1993/94.     | Тел Авив | Хувентуд (1) | 59 : 57 | Олимпијакос | Панатинаикос | 100 : 83 | Барселона | | |
| 1994/95.     | Сарагоса | Реал Мадрид (8) | 73 : 61 | Олимпијакос | Панатинаикос | 91 : 77 | Лимож | | |
| 1995/96.     | Париз | Панатинаикос (1) | 67 : 66 | Барселона | ЦСКА Москва | 74 : 73 | Реал Мадрид | | |
| 1996/97.     | Рим | Олимпијакос (1) | 73 : 58 | Барселона | Олимпија Љубљана | 86 : 79 | АСВЕЛ | | |
| 1997/98.     | Барселона | Виртус Болоња (1) | 58 : 44 | АЕК Атина | Тревизо | 96 : 89 | Партизан | | |
| 1998/99.     | Минхен | Жалгирис (1) | 82 : 74 | Виртус Болоња | Олимпијакос | 74 : 63 | Фортитудо Болоња | | |
| 1999/00.     | Солун | Панатинаикос (2) | 73 : 67 | Макаби Тел Авив | Ефес Пилсен | 75 : 69 | Барселона | | |
| 2000/01.     | Париз | Макаби Тел Авив (3) | 81 : 67 | Панатинаикос | Ефес Пилсен | 91 : 85 | ЦСКА Москва | | |
| 2000/01. (У) | - (плеј-оф) | Виртус Болоња (2) | 3 : 2 (65 : 78, 94 : 73, 80 : 60, 79 : 96, 82 : 74) | Саски Басконија | АЕК Атина | - | Фортитудо Болоња | | |
| 2001/02.     | Болоња | Панатинаикос (3) | 89 : 83 | Виртус Болоња | Тревизо | — | Макаби Тел Авив | | |
| 2002/03.     | Барселона | Барселона (1) | 76 : 65 | Тревизо | Монтепаски Сијена | 79 : 78 | ЦСКА Москва | | |
| 2003/04.     | Тел Авив | Макаби Тел Авив (4) | 118 : 74 | Фортитудо Болоња | ЦСКА Москва | 97 : 94 | Монтепаски Сијена | | |
| 2004/05.     | Москва | Макаби Тел Авив (5) | 90 : 78 | Саски Басконија | Панатинаикос | 94 : 91 | ЦСКА Москва | | |
| 2005/06.     | Праг | ЦСКА Москва (5) | 73 : 69 | Макаби Тел Авив | Саски Басконија | 87 : 82 | Барселона | | |
| 2006/07.     | Атина | Панатинаикос (4) | 93 : 91 | ЦСКА Москва | Малага | 76 : 74 | Саски Басконија | | |
| 2007/08.     | Мадрид | ЦСКА Москва (6) | 91 : 77 | Макаби Тел Авив | Монтепаски Сијена | 97 : 93 | Саски Басконија | | |
| 2008/09.     | Берлин | Панатинаикос (5) | 73 : 71 | ЦСКА Москва | Барселона | 95 : 79 | Олимпијакос | | |
| 2009/10.     | Париз | Барселона (2) | 86 : 68 | Олимпијакос | ЦСКА Москва | 90 : 88 | Партизан | | |
| 2010/11.     | Барселона | Панатинаикос (6) | 78 : 70 | Макаби Тел Авив | Монтепаски Сијена | 80 : 62 | Реал Мадрид | | |
| 2011/12.     | Истанбул | Олимпијакос (2) | 62 : 61 | ЦСКА Москва | Барселона | 74 : 69 | Панатинаикос | | |
| 2012/13.     | Лондон | Олимпијакос (3) | 100 : 88 | Реал Мадрид | ЦСКА Москва | 74 : 73 | Барселона | | |
| 2013/14.     | Милано | Макаби Тел Авив (6) | 98 : 86 | Реал Мадрид | Барселона | 93 : 78 | ЦСКА Москва | | |
| 2014/15.     | Мадрид | Реал Мадрид (9) | 78 : 59 | Олимпијакос | ЦСКА Москва | 86 : 80 | Фенербахче | | |
| 2015/16.     | Берлин | ЦСКА Москва (7) | 101 : 96 | Фенербахче | Локомотива Кубањ | 85 : 75 | Саски Басконија | | |
| 2016/17.     | Истанбул | Фенербахче (1) | 80 : 64 | Олимпијакос | ЦСКА Москва | 94 : 70 | Реал Мадрид | | |
| 2017/18.     | Београд | Реал Мадрид (10) | 85 : 80 | Фенербахче | Жалгирис | 79 : 77 | ЦСКА Москва | | |
| 2018/19.     | Виторија | ЦСКА Москва (8) | 91 : 83 | Анадолу Ефес | Реал Мадрид | 94 : 75 | Фенербахче | | |
| 2019/20.     | Због пандемије ковида 19, такмичење је прекинуто 12. марта 2020. године, након одиграних 28 кола. Дана 25. маја 2020. године донета је коначна одлука о отказивању остатка сезоне. У овој сезони није било првака, а у наредној су се такмичили исти клубови. | Због пандемије ковида 19, такмичење је прекинуто 12. марта 2020. године, након одиграних 28 кола. Дана 25. маја 2020. године донета је коначна одлука о отказивању остатка сезоне. У овој сезони није било првака, а у наредној су се такмичили исти клубови. | Због пандемије ковида 19, такмичење је прекинуто 12. марта 2020. године, након одиграних 28 кола. Дана 25. маја 2020. године донета је коначна одлука о отказивању остатка сезоне. У овој сезони није било првака, а у наредној су се такмичили исти клубови. | Због пандемије ковида 19, такмичење је прекинуто 12. марта 2020. године, након одиграних 28 кола. Дана 25. маја 2020. године донета је коначна одлука о отказивању остатка сезоне. У овој сезони није било првака, а у наредној су се такмичили исти клубови. | Због пандемије ковида 19, такмичење је прекинуто 12. марта 2020. године, након одиграних 28 кола. Дана 25. маја 2020. године донета је коначна одлука о отказивању остатка сезоне. У овој сезони није било првака, а у наредној су се такмичили исти клубови. | Због пандемије ковида 19, такмичење је прекинуто 12. марта 2020. године, након одиграних 28 кола. Дана 25. маја 2020. године донета је коначна одлука о отказивању остатка сезоне. У овој сезони није било првака, а у наредној су се такмичили исти клубови. | Због пандемије ковида 19, такмичење је прекинуто 12. марта 2020. године, након одиграних 28 кола. Дана 25. маја 2020. године донета је коначна одлука о отказивању остатка сезоне. У овој сезони није било првака, а у наредној су се такмичили исти клубови. | Због пандемије ковида 19, такмичење је прекинуто 12. марта 2020. године, након одиграних 28 кола. Дана 25. маја 2020. године донета је коначна одлука о отказивању остатка сезоне. У овој сезони није било првака, а у наредној су се такмичили исти клубови. | Због пандемије ковида 19, такмичење је прекинуто 12. марта 2020. године, након одиграних 28 кола. Дана 25. маја 2020. године донета је коначна одлука о отказивању остатка сезоне. У овој сезони није било првака, а у наредној су се такмичили исти клубови. |
| 2020/21.     | Келн | Анадолу Ефес (1) | 86 : 81 | Барселона | Олимпија Милано | 83 : 73 | ЦСКА Москва | | |
| 2021/22.     | Београд | Анадолу Ефес (2) | 58 : 57 | Реал Мадрид | Барселона | 84 : 74 | Олимпијакос | | |
| 2022/23.     | Каунас | Реал Мадрид (11) | 79 : 78 | Олимпијакос | Монако | 78 : 66 | Барселона | | |
| 2023/24.     | Берлин | Панатинаикос (7) | 95 : 80 | Реал Мадрид | Олимпијакос | 87 : 84 | Фенербахче | | |
| 2024/25.     | Абу Даби | Фенербахче (2) | 81 : 70 | Монако | Олимпијакос | 97 : 93 | Панатинаикос | | |

### Успешност клубова
| Поз. | Клуб             | Победник                                                              | Финалиста                                                       |
| ---- | ---------------- | --------------------------------------------------------------------- | --------------------------------------------------------------- |
| 1.   | Реал Мадрид      | 11 (1964, 1965, 1967, 1968, 1974, 1978, 1980, 1995, 2015, 2018, 2023) | 10 (1962, 1963, 1969, 1975, 1976, 1985, 2013, 2014, 2022, 2024) |
| 2.   | ЦСКА Москва      | 8 (1961, 1963, 1969, 1971, 2006, 2008, 2016, 2019)                    | 6 (1965, 1970, 1973, 2007, 2009, 2012)                          |
| 3.   | Панатинаикос     | 7 (1996, 2000, 2002, 2007, 2009, 2011, 2024)                          | 1 (2001)                                                        |
| 4.   | Макаби Тел Авив  | 6 (1977, 1981, 2001, 2004, 2005, 2014)                                | 9 (1980, 1982, 1987, 1988, 1989, 2000, 2006, 2008, 2011)        |
| 5.   | Варезе           | 5 (1970, 1972, 1973, 1975, 1976)                                      | 5 (1971, 1974, 1977, 1978, 1979)                                |
| 6.   | Олимпијакос      | 3 (1997, 2012, 2013)                                                  | 6 (1994, 1995, 2010, 2015, 2017, 2023)                          |
| 7.   | Олимпија Милано  | 3 (1966, 1987, 1988)                                                  | 2 (1967, 1983)                                                  |
| 8.   | АСК Рига         | 3 (1958, 1959, 1960)                                                  | 1 (1961)                                                        |
| 8.   | Сплит            | 3 (1989, 1990, 1991)                                                  | 1 (1972)                                                        |
| 10.  | Барселона        | 2 (2003, 2010)                                                        | 6 (1984, 1990, 1991, 1996, 1997, 2021)                          |
| 11.  | Виртус Болоња    | 2 (1998, 2001)                                                        | 3 (1981, 1999, 2002)                                            |
| 12.  | Фенербахче       | 2 (2017, 2025)                                                        | 2 (2016, 2018)                                                  |
| 13.  | Анадолу Ефес     | 2 (2021, 2022)                                                        | 1 (2019)                                                        |
| 14.  | Канту            | 2 (1982, 1983)                                                        | —                                                               |
| 14.  | Цибона           | 2 (1985, 1986)                                                        | —                                                               |
| 16.  | Динамо Тбилиси   | 1 (1962)                                                              | 1 (1960)                                                        |
| 16.  | Хувентуд         | 1 (1994)                                                              | 1 (1992)                                                        |
| 16.  | Жалгирис         | 1 (1999)                                                              | 1 (1986)                                                        |
| 19.  | Босна            | 1 (1979)                                                              | —                                                               |
| 19.  | Виртус Рома      | 1 (1984)                                                              | —                                                               |
| 19.  | Партизан         | 1 (1992)                                                              | —                                                               |
| 19.  | Лимож            | 1 (1993)                                                              | —                                                               |
| 23.  | Лукоил Академик  | —                                                                     | 2 (1958, 1959)                                                  |
| 23.  | Спартак Брно     | —                                                                     | 2 (1964, 1968)                                                  |
| 23.  | Тревизо          | —                                                                     | 2 (1993, 2003)                                                  |
| 23.  | Саски Басконија  | —                                                                     | 2 (2001, 2005)                                                  |
| 27.  | Славија Праг     | —                                                                     | 1 (1966)                                                        |
| 27.  | АЕК Атина        | —                                                                     | 1 (1998)                                                        |
| 27.  | Фортитудо Болоња | —                                                                     | 1 (2004)                                                        |
| 27.  | Монако           | —                                                                     | 1 (2025)                                                        |

### Успешност по државама
| Поз. | Држава                               | Победник                                                                                | Финалиста |
| ---- | ------------------------------------ | --------------------------------------------------------------------------------------- | --- |
| 1.   | Шпанија                              | 14 (1964, 1965, 1967, 1968, 1974, 1978, 1980, 1994, 1995, 2003, 2010, 2015, 2018, 2023) | 19 (1962, 1963, 1969, 1975, 1976, 1984, 1985, 1990, 1991, 1992, 1996, 1997, 2001, 2005, 2013, 2014, 2021, 2022, 2024) |
| 2.   | Италија                              | 13 (1966, 1970, 1972, 1973, 1975, 1976, 1982, 1983, 1984, 1987, 1988, 1998, 2001)       | 13 (1967, 1971, 1974, 1977, 1978, 1979, 1981, 1983, 1993, 1999, 2002, 2003, 2004)                                     |
| 3.   | Грчка                                | 10 (1996, 1997, 2000, 2002, 2007, 2009, 2011, 2012, 2013, 2024)                         | 8 (1994, 1995, 1998, 2001, 2010, 2015, 2017, 2023)                                                                    |
| 4.   | Русија (и као део СССР)              | 8 (1961, 1963, 1969, 1971, 2006, 2008, 2016, 2019)                                      | 6 (1965, 1970, 1973, 2007, 2009, 2012)                                                                                |
| 5.   | Израел                               | 6 (1977, 1981, 2001, 2004, 2005, 2014)                                                  | 9 (1980, 1982, 1987, 1988, 1989, 2000, 2006, 2008, 2011)                                                              |
| 6.   | Хрватска (и као део СФРЈ)            | 5 (1985, 1986, 1989, 1990, 1991)                                                        | 1 (1972) |
| 7.   | Турска                               | 4 (2017, 2021, 2022, 2025)                                                              | 3 (2016, 2018, 2019)                                                                                                  |
| 8.   | Летонија (и као део СССР)            | 3 (1958, 1959, 1960)                                                                    | 1 (1961) |
| 9.   | Грузија (и као део СССР)             | 1 (1962)                                                                                | 1 (1960) |
| 9.   | Литванија (и као део СССР)           | 1 (1999)                                                                                | 1 (1986) |
| 9.   | Француска                            | 1 (1993)                                                                                | 1 (2025) |
| 12.  | Босна и Херцеговина (и као део СФРЈ) | 1 (1979)                                                                                | — |
| 12.  | Србија (и као део СФРЈ)              | 1 (1992)                                                                                | — |
| 14.  | Чешка                                | —                                                                                       | 3 (1964, 1966, 1968)                                                                                                  |
| 15.  | Бугарска                             | —                                                                                       | 2 (1958, 1959) |

## Појединачне награде Евролиге
Сваке сезоне Евролига проглашава најбоље појединце у следећим категоријама:
- Најкориснији играч сезоне
- Најкориснији играч фајнал фора
- Најкориснији играч месеца
- Најкориснији играч кола
- Најбољи стрелац (Трофеј Алфонсо Форд)
- Тренер године (Награда Александар Гомељски)
- Најбољи одбрамбени играч
- Звезда у успону
- Идеални тим